# Mašići (Gradiška)
Mašići (szerbül: Машићи), falu Gradiška községben, Bosznia-Hercegovinában, Bosanska krajina területén, a Szerb Köztársaságban. 

## Fekvése
Bosznia-Hercegovina északi részén, Banja Lukától légvonalban 27, közúton 36 km-re északra, községközpontjától légvonalban 13, közúton 19 km-re délre, 100-200 méteres magasságban, a Borna és Osorna folyók mentén fekszik. Több, kis településből áll.

## Népessége
| Nemzetiségi csoport | Népesség 1991 | Népesség 2013 |
| ------------------- | ------------- | ------------- |
| Szerb               | 1331          | 1161          |
| Bosnyák             | 0             | 0             |
| Horvát              | 4             | 6             |
| Jugoszláv           | 15            | 1             |
| Egyéb               | 9             | 7             |
| Összesen            | 1359          | 1175          |

## Története
A település középkori múltjáról tanúskodnak a Borna feletti Đurica Brdón található középkori vármaradványok.
A Banja Luka-i régió egykor legnagyobb faluja, amelyet – ahogyan itt hiszik – Mašić bégről nevezték el, gazdag történelemmel rendelkezik. Gyakran és örömmel beszélnek róla, hogy 1806-ban itt robbant ki a történelemből jól ismert mašići lázadás, amelyet Milutin Bogdanović kenéz vezetett Karađorđe parancsára. A mašići felkelés volt az első nagy szerb lázadás a török uralom ellen a boszniai pasalukban. 
A település 1878-ig tartozott az Oszmán Birodalomhoz, ekkor a berlini kongresszus határozata alapján az Osztrák-Magyar Monarchia része lett. 1879-ben az első osztrák-magyar népszámlálás során a Banja Luka községhez tartozó településnek 76 háztartása és 616 ortodox szerb lakosa volt. 1910-ben a Bosanska Gradiškai járáshoz és Mašići községhez tartozó településen 108 háztartást, 654 ortodox szerb, 20 muszlim, 20 római katolikus és 8 görög katolikus lakost találtak. A monarchia szétesésével 1918-ban előbb a Szerb-Horvát-Szlovén Királyság, majd 1929-től a Jugoszláv Királyság része. 1921-ben a falunak 135 háztartása és 481 lakosa volt.Jugoszlávia megszállása után a település a Független Horvát Állam (NDH) része lett. A falu 1945-től a szocialista Jugoszlávia része volt. A boszniai háború idején a Boszniai Szerb Köztársaság része volt. A daytoni békeszerződést követő területfelosztásnál Bosanska Gradiška község részeként a Szerb Köztársaság területéhez került.

## Gazdaság
- A mašićiak ritka állatfajokat tenyésztenek, emellett foglalkoznak mezőgazdasággal és a zöldségtermesztéssel, de dísznövényeket is termesztenek. [5]

- Mašići lakossága széles körben ismert kőműveseiről és építőmestereiről is.[5]

## Sport
- FK „Borac” Mašići labdarúgóklub

## Nevezetességei
- Đurica Brdo – középkori vár maradványai a Borna nyugati partja feletti 137 méteres magaslaton egy nagyobb kiterjedésű kőfalakkal rendelkező középkori vár maradványai látszanak. Építési módja alapján korát a késő középkorban határozták meg.[4]

- Az ortodox műemlékké vált mašići templomot 1905-ben építették, és a Boldogságos Szűz Mária születésére szentelték fel.[5]

- Az egész Potkozarje fontos egyházi épülete az a fatemplom, amelyet Stevo Stojnić helyi lakos barátok és szomszédok segítségével épített a Mašićihoz tartozó Gaj faluban. A hat méter magas, nyolc méter hosszú és négy méter széles boltozat alatt mintegy száz hívő fér el. A belső teret a Borislav Ćulum által készített ikonosztáz uralja, a templomot Nikola Pavlović tervezte.[9]

- Ugyancsak Gaj településen avatták fel Đorđ Petrović Karađorđe mellszobrát, aki fontos szerepet játszott a híres mašići törökellenes lázadás megindításában 1806-ban. Karađorđe fel akarta lázadni a boszniai Krajinát, és kapcsolatba akart lépni Marmon francia tábornokkal, aki akkoriban foglalta el a szomszédos Krajinai határőrvidéket. Karađorđe hívei azonban nem voltak készen erre a nagy vállalkozásra, mert az emberek nagyon szegények és fegyvertelenek voltak. A mašići felkelés volt az első nagy szerb lázadás a török uralom ellen a boszniai pasalukban. A szobor Mladen Stajčić szobrászművész alkotása.[5]